# Lithocarpus chifui
Lithocarpus chifui är en bokväxtart som beskrevs av Woon Young Chun och Ying Tsiang. Lithocarpus chifui ingår i släktet Lithocarpus och familjen bokväxter. Inga underarter finns listade.